# Małpy Pana Boga
Małpy Pana Boga – cykl zbiorów krytycznych tekstów (seria publicystyczna) dotyczących fantastyki, autorstwa polskiego pisarza i krytyka Macieja Parowskiego, wydany przez Narodowe Centrum Kultury w latach 2011 (część I: Słowa) i 2013 (część II, w dwóch tomach: Obrazy) i Prószyński Media/Maciej Parowski (2017, część III: Retrospekcje). Niekiedy za kontynuację tej serii uznaje się też podobny dwutomowy zbiór Parowskiego, Wasz cyrk, moje małpy, wydany przez Wydawnictwo SQN w 2019.
Zbiory zawierają publicystykę (szkice, eseje, wywiady, recenzje i podobne teksty) Parowskiego, wcześniej publikowane na łamach różnych czasopism. Cykl Małpy... to drugi z kilku podobnych publikacji będących zbiorami tekstów krytycznych Parowskiego; pierwszym był Czas fantastyki (1990). W Małpach... znalazły się w większości nowe teksty, a także kilka starszych, niepublikowanych jednak w Czasie fantastyki.
Tom II był nominowany do Nagrody „Nowej Fantastyki” w 2014 w kategorii Książka Roku.

## Zawartość
Część I: Małpy Pana Boga: Słowa: Szkice i rozmowy o wyobraźni i rzeczywistości, polemiki
Książka składa się z sekcji „Szkice i rozmowy o wyobraźni i rzeczywistości” i „Polemiki”; zawiera m.in. wspomnienia Parowskiego. W tomie są m.in. wywiady z Parowskim, wywiady przeprowadzone przez Parowskiego, jego recenzje tekstów beletrystycznych, i eseje naukowe, popularyzatorskie i filozoficzne. Teksty są poprzedzone wstępem – współczesnym komentarzem autora na temat danego tekstu, z okresu redagowania zbioru. Książka ma ponad 500 stron, ponad 100 różnych tekstów, i zawiera też 131 zdjęć z archiwum Parowskiego.
Część II: Małpy Pana Boga: obrazy. 1, Z notatnika wędrownego popularyzatora Kino Nowej Przygody, komiksy, galerie, multimedia i Małpy Pana Boga: obrazy. 2, Sen przywiera do palców, co tydzień w kinie
Dwutomowa książka składa się z sekcji „Z notatnika wędrownego popularyzatora”, „Kino Nowej Przygody”, „Komiksy”, „Galerie”, „Multimedia”, „Sen przywiera do palców”, „Co tydzień w kinie”; pierwszy tom zawiera teksty publicystyczne, drugi natomiast przede wszystkim recenzje filmowe. W tej pozycji Parowski pisze o ewolucji sztuk wizualnych i związkach z fantastyką, koncentrując się na grafice, komiksie i filmie fantastycznym.
Część III: Kukułka na koniu Trojańskim: małpy Pana Boga 3: retrospekcje
Część ta zawiera głównie teksty nowe, powstała w przeciągu ostatnich kilku lat. W trzeciej części cyklu Parowski opisuje dokonania oraz losy formacji związanej z tygodnikiem studenckim „Politechnik” i miesięcznikiem „Fantastyka” (po roku 1989 „Nowa Fantastyka”). Porusza zagadnienia takie jak dorobek i strategie pisarzy we wczesnym PRL oglądany przez pryzmat dokonań dwu fal nowej SF – po 1981 i po 1989 roku. Książka zawiera także suplement do tomu poprzedniego – przegląd filmowych nowości z lat 2013–2016.

## Odbiór

### Część I
Część I zrecenzował w 2012 roku Michał Cetnarowski dla „Czasu Fantastyki” (czasopisma, którego redaktorem był sam Parowski, na co Cetnarowski sam zwrócił uwagę, pisząc, że jego recenzja nie jest, w zamierzeniu, „laurką dla naczelnego”, z którym nieraz polemizował, był krytykowany i sam go krytykował, pisząc też, że „Można się [z Parowskim] nie zgadzać, ale jeśli chce się zachować uczciwość intelektualną, nie sposób [go] zlekceważyć”). Zwrócił uwagę, że z książki widać „jak Parowski – na dobre i na złe – wpłynął na język krytyczny, środowiskową samoświadomość, zakreślił granice gatunkowych powinności, które można teraz przekraczać”. Pochwalił autora za „umiejętność... programowego, całościowego i systemowego oglądu fantastyki”, co uznał za coraz rzadsze podejście w dzisiejszych czasach, a tekst uznał za „[dla starszych czytelników] okazję do sentymentalnego powrotu do przeszłości”, a dla „[młodszych] – kronikę z [dawnych] czasów”; za najlepsze w tomie uznał tekstu pamiętnikarskie i wspomnieniowe, z których wyłania się obraz „człowieka instytucji, trampoliny dla innych pisarzy... samotnego sługi literatury i słowa”.
W tym samym roku ten tom doczekał się kilku innych recenzji. Zrecenzował go Kazimierz Bolesław Malinowski dla czasopisma „Lampa”. Książkę ocenił pozytywnie, pisząc, że mimo swojej dużej objętości (ponad 500 stron) „przefrunęła mi przez palce, okazała się świeża, treściwa informacyjnie i wysokokaloryczna mentalnie”. Książkę opisał jako tekst ilustrujący „twórczy rdzeń [polskiego] fandomu [fantastyki]” i „serię tekstów-kadrów składających się na ruchomy obraz, jak [Parowski] prządł, tkał i przycinał, niczym Parka... nitki czołowych dziś autorów polskiej SF i fantasy”. Za „wzruszające...” i „frapujące..” uznał teksty o historii polskiej fantastyki i jej fandomu, a za „warte uwagi”, teksty literaturoznawcze o fantastyce.
Książkę też zrecenzował w samym czasie Jacek Sobota dla „Wiedzy i Życia”. Według Soboty, „w książce ciekawe są redaktorskie przygody Parowskiego”; za najciekawszy esej uznał „Boże igrzyska” o fantastyce religijnej, a za najbardziej wzruszający, Parowskiego wspomnienia osobiste pt. „Fantazje z płonącej sterówki”; książkę ocenił jako „rzecz dla miłośników gatunku niezbędna”. Sobota odniósł się także do tego tekstu w eseju o metafizyce w fantastyce dla portalu Katedra. Sobota w swoim eseju opisał Parowskiego jako będącego w tej książce „nieprzejednanym obrońcą pewnych wartości, biegłym szermierzem na ostre argumenty, upartym przy tym do bólu” a jego teksty „przesiąknięte... doraźnością”; zgodził się z „większością polemik środowiskowych”, ale wyraził zastrzeżenia co do jego poglądów politycznych i ideologicznych, gdzie według Soboty Parowski jest zbyt „pryncypialny, jednowymiarowy”, zwłaszcza w kontekście swoich preferencji co do „prawicowej, konserwatywnej” wizji świata (w przeciwieństwie do lewicowej, ateistycznej).
W Katedrze książkę zrecenzował Adam Ł. Rotter. Zwrócił uwagę na ostatni rozdział, zawierające polemiki Parowskiego z innymi autorami i krytykami, zwłaszcza z Rafałem Ziemkiewiczem i Klubem Tfurców. Rotter pozytywnie ocenił styl autora, zwracając uwagę, że jest on w stanie przyznać się do błędów, a także, że w swojej krytyce nie okazuje poczucia wyższości, choć jest w oczywisty sposób ekspertem w swej dziedzinie. Zbiór polecił wszystkim zainteresowanym fantastyką.
Dla „Rzeczpospolitej” recenzję części I napisał Piotr Gociek. Tom uznał za pozycję wyjątkową w polskiej krytyce, i trudną do sklasyfikowania, pisząc, że „to trochę prywatna encyklopedia polskiej fantastyki, trochę kronika bojów ideologicznych i artystycznych..., a na pewno żarliwe wyznanie wiary w potęgę fantastyki”. Odnosząc się do polemik Parowskiego z krytykami „głównonurtowymi”, Gociek uznaje, że Parowski wychodzi tutaj zwycięsko, ukazując merytoryczną przewagę fantastyki nad innymi nurtami.
Dla „Gazety Polskiej” tom ten zrecenzował Marcin Wolski. Wolski uznał Małpy... za „teraz i w przyszłości dzieło podstawowe, jeśli chodzi o historię polskiej fantastyki”. Książkę opisał jako „witraż” różnorodnych tekstów, które „inteligentnie zestawione... układają się w przekonywującą całość”. W książce dopatrzył się kilku głównych tez. Raz, że „właściwie wszystko jest fantastyką” (od Gilgamesza po Mistrza i Małgorzatę); dwa, że „fantastyka śmiało mierzy się z najważniejszymi problemami nurtującymi ludzkość”, i robi to lepiej niż inne gatunki, ograniczone (dawniej) cenzurą, a później, „rozmaitymi poprawnościami, snobizmami i konwencjami”. Książkę uznał za utwór w przekonujący sposób wykazujący wartość literatury popularnej. Wolski zauważył także, że tytuł całości jest zaczerpnięty z recenzji Parowskiego o jego (Wolskiego) debiutanckiej powieści, Agent dołu. Zwrócił jednak uwagę, że w tomie brakuje indeksu nazwisk. Książce przyznał 5 na 6 gwiazdek.
Część I zrecenzowali także, w formie dialogu, Bartłomiej Łopatka i Staszek Krawczyk dla portalu polter.pl. Dyskutanci docenili w książce rys historyczny polskiej fantastyki, zwłaszcza lat 80. i 90., zarówno jako kronika utworów z tych lat, jak i ewolucja społeczności redaktorów, pisarzy i fanów, ich punktów widzeń i poruszanych tematyk. Krawczyk za najlepszy tekst w zbiorze uznał artykuł „Generacje, czyli fantastyka na tle”, o pięciu generacjach polskich pisarzy (ery wojny i okupacji, Października 1956, Marca 1968, Sierpnia 1980 i Grudnia 1981, i ostatniej, Czerwca 1989), a Łopatka, teksty historyczne o fantastyce ery komunizmu (takie jak „Kabaret teologiczny” czy „Dawid i Goliat, czyli fantastyka jako proca”). Autorzy tekstu docenili w książce styl („jędrna polszczyzna”), jak i oczytanie i wiedza autora na różne tematy. Skrytykowali jednak kilka elementów, w tym za niezbyt udaną uznali prezentację tekstów w książce według tematyki, zamiast chronologii, co ocenili jako niezbyt udane i chaotyczne, i pogłębione przez brak indeksu osobowego i rzeczowego, w tym informacji o oryginalnym miejscu i czasie przedrukowanych tu utworów, co utrudnia zrozumienie, jak opinie Parowskiego ewoluowały w czasie. Negatywnie ocenili polemiki Parowskiego, zwłaszcza że brakuje w zbiorze tekstów, do których się odnoszą, bądź odpowiedzi na nie, aczkolwiek docenili, że Parowski potrafi też publicznie zmienić zdanie i przeprosić. Dyskutanci zwrócili też uwagę na preferencje Parowskiego co do nurtu fantastycznego, połączone z jego krytyką tzw. „głównego nurtu” literackiego. Krawczyk skrytykował też dla niego subiektywnie „niezbyt uczciwe retorycznie”, aczkolwiek nieliczne, teksty, z których wylania się prawicowy światopogląd Parowskiego. W podsumowaniu recenzji autorzy napisali: „Maciej Parowski jest prawdziwym fascynatem fantastyki. Pisze o niej ze znawstwem i smakiem, co z nawiązką wynagradza wszelkie słabości tomu. Dla tych, którzy chcą lepiej poznać rodzimą literaturę fantastyczną wraz z jej twórcami – lektura obowiązkowa”.
Tom zrecenzował też Wojtek Sedeńko na swoim blogu. Sedeńko zwrócił uwagę, że książka to druga publikacja Parowskiego będąca zbiorem jego tekstów krytycznych; pierwszym był Czas fantastyki (1990). W Małpach... znalazły się w większości nowe teksty, a także kilka starszych, niepublikowanych jednak w Czasie fantastyki. Sedeńko ocenia, że „Małpy Pana Boga pokazują Parowskiego jako wyśmienitego krytyka, czułego na dygresje i aluzje w omawianym utworze, potrafiącego dostrzec dzieło w kulturowym kontekście. Parowski wyłania się z nich też jako wytrawny czytelnik, oczytany nie tylko w fantastyce, a może nawet przede wszystkim w mainstreamie, czym wyróżnia się z tłumu recenzentów fantastycznych.” Książkę uznał za „arcyciekawy... zapis pewnego zamkniętego już rozdziału, trzydziestu ostatnich lat polskiej fantastyki”.
W 2013 dla fanzinu „Esensja” tom zrecenzował Paweł Micnas. Recenzent zwrócił uwagę, że większość polemik w książce dotyczy polemik wewnątrz środowiska fantastów polskich, a tylko mniejszość to polemiki „z salonem”. Samą książkę uznał wartą „gorącego polecenia”, pisząc, że zawarte w niej teksty „ukazują nie tylko Parowskiego jako świetnego krytyka, erudytę i błyskotliwego polemistę, ale także zmuszają do głębszej refleksji nad fantastyką i nad zmianami, jakim była poddawana na skutek środowiskowych animozji i zewnętrznych sztormów politycznych”.
Książkę pozytywnie ocenił też Stefan Sękowski w tygodniku „Gość Niedzielny”; pisząc, że jest to pozycja „którą się czyta na raty, do której się wraca, nad którą się rozmyśla”, a także zwracając uwagę, że jest ona „skierowana raczej do fanów gatunku oczytanych w polskiej fantastyce”.
Krzysztof Sokołowski pisząc w „Informatorze Gdańskiego Klubu Fantastyki”, odnosząc się do polemiki z książki uznał, że jest ona kroniką tryumfów – promowania fantastyki – ale też klęsk, tutaj – Parowskiego krytyki „fantastyki rozrywkowej”, która okazała się jednak o wiele popularniejsza niż Parowski, preferujący poważniejszą „fantastykę problemową”, kiedyś zakładał.

### Część II
W 2013 część II zrecenzowała Luiza Dobrzyńska dla portalu Paradoks. Recenzentka zauważyła, że wiele tekstów z dwutomowej części II porusza tematykę związków szeroko pojętej sztuki z fantastyką naukową; inne teksty dotyczą komiksów i filmów fantastyczno-naukowych. Za lepszy uznała tom I tej części, gdyż gorzej oceniła zamieszczone w tomie drugim recenzje filmów, krytykując Parowskiego za generalizację typu „widzów to nie porusza”, zwracając uwagę, że Parowski może opisywać swoje subiektywne opinie, ale nie koniecznie trafnie wie, co szeroko pojęci widzowie o filmie będą myśleli. Książkę uznała za pozycję wartościową, oddającą „niezwykle trudną i staranną pracę” Parowskiego na temat związków między różnymi mediami fantastyki naukowej, z zastrzeżeniem, że nie jest to lektura lekka, i jest ona przeznaczona raczej dla czytelników cierpliwych, i „historyków sztuki lub ludzi interesujących się fantastyką niejako 'od kuchni'”.
W 2014 natomiast książkę zrecenzował Dawid Wiktorski dla fanzinu „Szortal na wynos”. Pochwalił autora za „lekkie pióro”, i umiejętność przedstawienia własnych przemyśleń na tle historii polskiego fandomu. Pochwalił teksty jako zostawiające czytelnikom miejsce na interpretacje, a recenzję jako wychodzące poza subiektywne oceny, i będące „raczej analizą i próbą odgadnięcia tego, co kierowa³o reżyserem i scenarzystą przy produkcji wspomnianego dzieła”. Pozycję opisał jako kolejne Parowskiego „kompendium wiedzy na temat polskiego fandomu”, które „w bardzo przyjemny sposób wprowadza odbiorcę w wiat komiksu i filmu widziany przez osobę, która miała okazję współtworzyć to poletko artystyczne w czasach komuny i obserwować jego rozwój już po upadku żelaznej kurtyny, a później za mającej sposobność zderzyć ze sobą te dwa obrazy”.

### Część III
W 2017 część III zrecenzował Łukasz Kucharczyk dla czasopisma „Fronda”. Kucharczyk uznał książkę za niełatwą w klasyfikacji, ale w końcu przynależącą do gatunku historii oraz teorii literatury, z oczywistym związkiem z badaniami nad szeroko pojętą fantastyką, napisaną „ręką praktyka, uważnego obserwatora i uczestnika najważniejszych wydarzeń” w tym temacie, w kontekście polskim. Książkę uznał za „potężny zapis dziejów kształtowania się polskiej społeczności fantasy i SF, ruchów w nim zachodzących, jego przemian, podziałów, powrotów i sojuszy”. Za bohaterów książki uznał samego Parowskiego, fantastykę, fandom, ale także Polskę, widząc w pozycji nie tylko wartościowy opis historii polskiej fantastyki, ale także ważną kronikę literackich dziejów kraju. Pozytywnie ocenia odwagę Parowskiego, który nowatorsko i według recenzenta udanie polemizuje z autorytetami takimi jak Stanisław Lem czy J.R.R. Tolkien, a także mimo swojego wieku, dostrzega znaczenie zjawiska, jakim są gry komputerowe.
W 2018 tom zrecenzował Sławomir Grabowski dla portalu WPolityce.pl. Zwrócił uwagę na osobisty, „niemal autobiograficzny” charakter książki, w której Parowski pisze m.in. o książkach i filmach swej młodości. Opisując wyłaniające się z książki poglądy Parowskiego o literaturze, pisze, że „ceni on w niej misyjność (Conrad), erudycję (Borges), otwarcie na mitologię, zarówno „narodową” (Mickiewicz, Wyspiański), ale i „ogólnoludzką”, archetypiczną, baśniową. Natomiast mniej istotny jest [dla niego] racjonalistyczny, oświeceniowy charakter fantastyki naukowej [...]. Parowski stoi gdzieś pośrodku „ścisłowca” Oramusa i „religianta” Jęczmyka, współredaktorów z „Nowej Fantastyki”.” Grabowski zwrócił tez uwagę, że początkowo wydawcą tomu miało być Prószyński Media, ale końcowo wydawnictwo było odpowiedzialne tylko za stronę techniczną, a formalnym wydawcą został sam Maciej Parowski, co uznał, „wietrząc spiski”, za efekt „podpadnięcia” Parowskiego u wydawcy.
Tom zrecenzował też Adam Kruk dla czasopisma „Kino”. Książkę ocenił pozytywnie, jako „przebogatą kronikę” historii fantastyki polskiej, „prawdziwy jarmark cudowności” od którego „trudno się oderwać”, aczkolwiek skrytykował brak indeksu nazwisk.